# 鬃毛吼猴
鬃毛吼猴（Alouatta palliata），又名長毛吼猴，是中美洲及南美洲的一種吼猴。牠們是中美洲最常見及聽到的猴子之一。牠們的兩側有很長的護毛，故有此名。
鬃毛吼猴是中美洲最大的猴子之一，約有黑掌蜘蛛猴的大小，雄性可以重達9.8公斤。牠們主要吃葉子，有很多構造都適合這種食性。由於葉子很難消化及比其他食物提供較少能量，牠們很多時都是在休息及睡覺。雄性吼猴的舌骨很大，可以擴大叫聲。牠們的吼叫可以幫助互相定位，免卻勞動而浪費能量或面臨不必要的威脅。
鬃毛吼猴的群族可以有超過40個成員。牠們達至性成熟時就會被趕出群族，而群族內的成年吼猴很多時都沒有關係。至上的雄性會享有選擇食物及休息處的權力，且能與大部份的雌性交配。牠們對於雨林的生態甚為重要，因為牠們可以幫助散佈種子及發芽。雖然牠們受到伐林的影響，但仍為適應有限空間的環境。

## 特徵

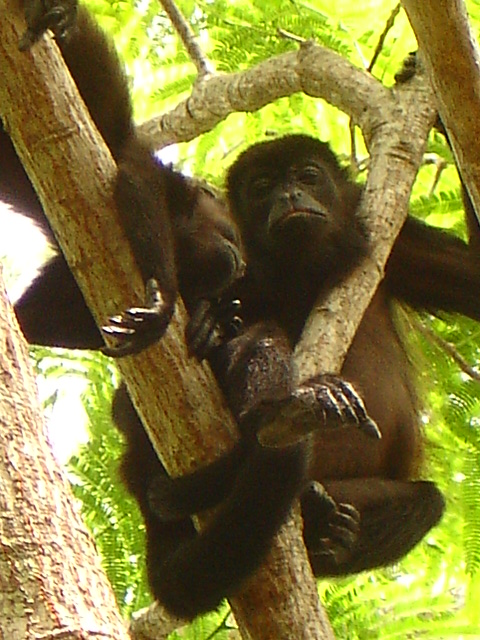
正在休息的鬃毛吼猴。

鬃毛吼猴的外觀像其他吼猴，但毛色則呈黑色，而兩側有金色至赤色的毛。當雄性達至性成熟時，陰囊會變成白色。雌性身長48-63厘米（不包括尾巴）雄性身長50-67厘米。尾巴可以抓住東西，長54-65厘米。成年雌性一般重3.1-7.6公斤，而雄性一般重4.5-9.8公斤。平均體重變化很大，須視乎不同地方的群族而定。成年吼猴的腦部約重55.1克。
鬃毛吼猴的構造適合吃葉子。牠們的臼齒的展冠很高，可以幫助咬碎葉子。雄性的舌骨在近聲帶處特大，可以擴音，幫助牠們互相定位而不用浪費能量。

## 分佈
鬃毛吼猴分佈在哥倫比亞、哥斯達黎加、厄瓜多爾、瓜地馬拉、洪都拉斯、墨西哥、尼加拉瓜及巴拿馬。在哥倫比亞及厄瓜多爾，牠們分佈西至靠近太平洋的狹窄地方，東至安地斯山脈。在哥倫比亞，牠們亦分佈近巴拿馬邊境及加勒比海的細小地區。在瓜地馬拉，牠們分佈在中部至墨西哥東南部尤卡坦半島南面。牠們是中美洲多個國家公園內最常見到聽到的靈長目，這些公園包括瑪蘭安東尼爾國家公園（Manuel Antonio National Park）、基督山國家公園（Corcovado National Park）、蒙特维多云雾森林及莎柏蘭尼亞國家公園（Soberania National Park）。
鬃毛吼猴棲息在多種類型的森林，包括次生林、半落葉林及河岸林，但只限於較高密度及有常綠植物的地方。鬃毛吼猴與懶吼猴在瓜地馬拉及墨西哥近尤卡坦半島的細小地區是共域的。

## 行為

### 社會結構
鬃毛吼猴是群居的。牠們的群族約有10-20個成員，一般有1-3隻成年雄性及5-10隻成年雌性，有些群族可以超過40個成員。群族內雄性地位較雌性高，而後生的則較年老的為高。較高級的可以選擇食物及休息位置，而至上的雄性更可以有交配的權力。在群族內的成員之間很多都沒有關係，因為大部份成員到達性成熟時就會離開群族。

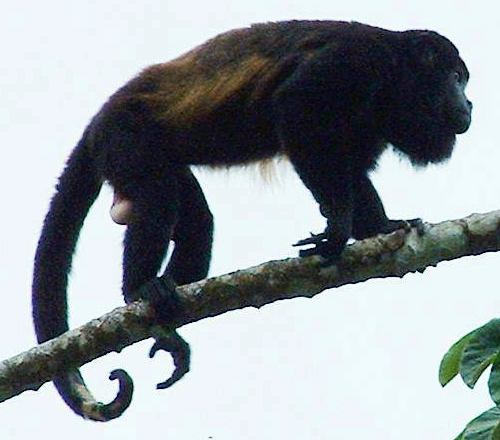
成年雄性的尾巴及白色陰囊。

鬃毛吼猴很少會梳理，只有較高級的才會梳理較低級的吼猴。群族內的成員之間很少有攻擊性的行為，就算有也會很快平息或悄悄的進行。
鬃毛吼猴生活在10-60公頃的範圍。牠們很少會去保衛領地，而且很多時幾個群族的領地會重疊。不過，當兩個群族相遇時，牠們會激烈地將對方排除出領地之外。一個群族平均每日會移動約750米。
鬃毛吼猴很少會與共棲的其他猴子有接觸，但有時會與卷尾猴有所衝突，而衝突往往是細小的卷尾猴引發。另外，兩者的幼猴也會一起玩耍，或是一起在同一棵樹覓食，而互不理睬。

### 食性
鬃毛吼猴主要是吃葉子，佔了牠們食物的50-75%。牠們會選擇覓食的樹，較為喜歡幼嫩的葉子。由於一些葉子是有毒的，牠們選擇的目的正是要減低吸入毒素的水平。幼嫩的葉子一般含有較少的毒素及較多的養份，且較為容易消化。無花果樹的葉子是牠們較為喜歡吃的。雖然葉子數量豐富，但含有的能量卻很低，牠們因而只會選擇較低能量的生活模式，如呼叫同伴及大部份時間都在休息。

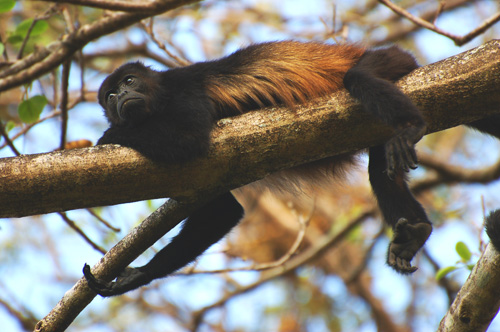
正在休息的雌性鬃毛吼猴。

除了葉子外，鬃毛吼猴也會吃果實，數量可以佔其食物的50%，有時甚至多於葉子。無花果是牠們最喜歡吃的果實。其次的會是花朵，尤其是在罕季。牠們會從食物中吸收水份，但有時也會在樹孔中喝水。在雨季較多會在樹孔中喝水。牠們也會喝鳳梨內的水。
差不多所有的鬃毛吼猴也有三色視覺，與只有二色視覺的新世界猴有所分別。牠們的視覺可能是與飲食習慣有關，可以幫助牠們分辨較為紅色的幼嫩葉子。

### 運動
鬃毛吼猴是日間活動及棲息於樹上的。牠們可以四肢行走、懸掛及攀樹。牠們有時會跳躍至另一樹上。
不過鬃毛吼猴其實是不怎麼活躍的動物。牠們整晚及四分之三日都是在睡覺的，而活躍的時間則是在覓食，每天只有4%是在社交的。這種生活模式是為適應低能量的食性。牠們睡覺、休息或吃食時會以尾巴抓住樹枝。牠們只用尾巴就可以支撐整個身體重量，但很多時都是以尾巴及雙腳來支撐。牠們是會記著路線及利用標記，重回其覓食及休息處。

### 溝通

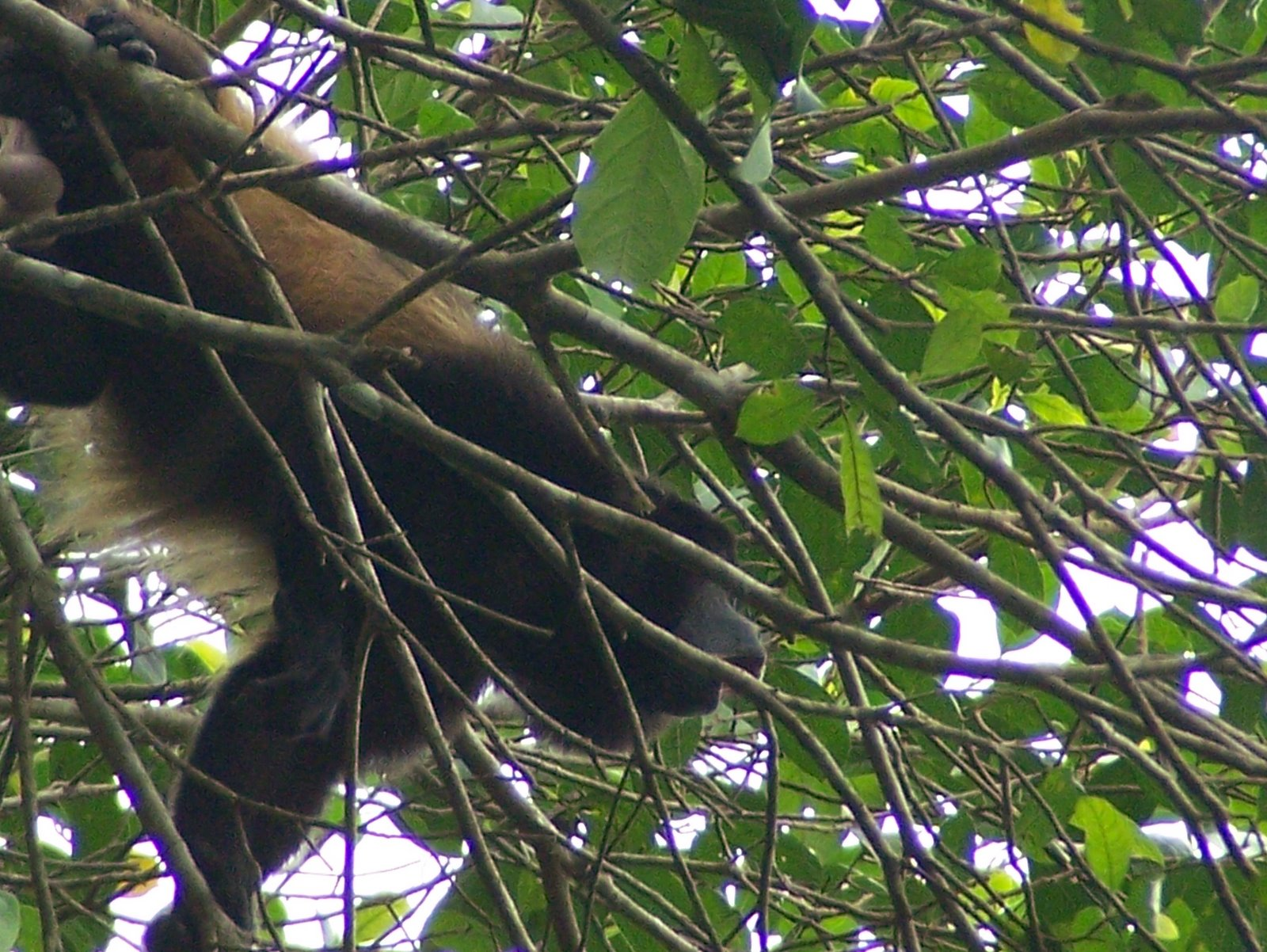
在樹上吼叫的鬃毛吼猴。

雄性鬃毛吼猴在暮晨及黃昏時份，或是受到騷擾時都會吼叫。牠們的叫聲很大，幾公里遠也可以聽到，包括了咕嚕聲及重覆的吼叫，歷時達4-5秒。聲浪是由其舌骨擴大。雄性的舌骨比相似體型的蜘蛛猴的舌骨大25倍，彷彿是鼓身一般。雌性的叫聲較為高音，但聲浪不及雄性。牠們的叫聲可以幫助互相定位，不用走來走去而要面對不必要的威脅。牠們會以咯咯聲來保持與群族的成員接觸。

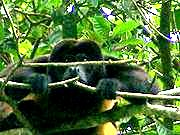
正在折斷樹枝的鬃毛吼猴。

鬃毛吼猴也會使用非聲音的方式溝通。牠們在感到苦惱的時候，會用手掌、腳掌、尾巴及胸部來摩擦尿液。牠們也會將樹枝在喉嚨處摩擦，以留下體味。雌性會以嘴唇及舌頭來邀請交配。從其生殖表現可以見到牠們的情感狀態，而群族成員搖擺樹枝，似乎是遊戲的表達。
鬃毛吼猴在人類面前並沒有分別。不過，當受到騷擾時，牠們會向人類排尿或排糞。

### 使用工具
以往未曾見過鬃毛吼猴使用工具。但是自發現赤吼猴以樹枝來攻擊二趾樹懶後，這使人認為鬃毛吼猴也有可能會使用工具，只是未被發現罷了。

## 繁殖

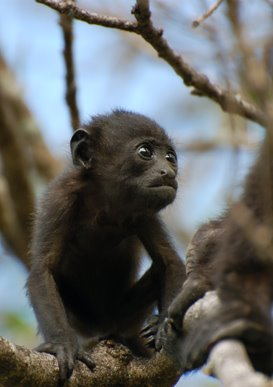
幼鬃毛吼猴。

鬃毛吼猴是多配偶制的，一隻雄性可以與多隻雌性交配。通常至上的雄性會獨佔繁殖的機會，但當牠被分散注意後，較低級的雄性也可以交配。在一些群族中，低級的雄性有時會獲得交配的機會及誕下後代。至上雄性一般會維持其狀況約2.5－3年，期間會產下約18隻幼猴。成年吼猴會搖動舌頭來求愛。雌性似乎是用化學訊號來求愛，因雄性會嗅雌性的生殖器及尿液。
妊娠期約為186日。牠們全年也可以生產。幼猴的毛皮出生時呈銀色，期後幾日會轉淡或金色。之後毛皮就會開始轉深，約到了3個月就會與成年的毛皮一樣。
幼猴是由母猴照顧，最初的2-3個星期會黏在母猴的胸部。之後，牠們會轉到母猴的背上。約3個月母猴就會將幼猴推開，但仍會照顧至4-5個月大。到了幼猴可以自己行走，母猴就會帶牠們橫跨樹間。幼猴很多時都是自己在玩耍。半歲大時就開始斷奶，亦代表母猴的照顧到此為止。成年雌性一般每19-23個月就會產子，但要待之前的幼猴斷奶為止。
雌伍到了3歲就達至性成熟，雄性則要3.5歲。雄性的睪丸要到了性成熟才會下墜。到了性成熟時，幼猴一般會被趕出群族，除非牠是產自較高級的母猴。事實上，很多幼猴都不能生存至性成熟，因為一些高級的吼猴會騷擾或殺死低級的幼猴，以避免與自己的幼猴競爭。當一隻外來的雄性勝過至上的雄性後，牠一般會殺死所有幼猴，為令母猴快些動情與牠交配。貓科、鼬、蛇及鷹等掠食者都會殺死幼猴。估計只有30%的幼猴能夠生存多於1年。若能成功生存，鬃毛吼猴可以最少活至25歲。

## 保育狀況
世界自然保護聯盟認為鬃毛吼猴處於無危狀態。不過牠們的數量受到伐林的嚴重影響，部份群族更因此而要遷徙。幸好因鬃毛吼猴的低能量生活方式、細小的領地及尋找食物的能力，都使牠們有較強的適應力。鬃毛吼猴對於生態系統很重要，可以幫助散播種子，而種子經過消化道後可以幫助發芽。可以幫助散播種子及養份循環的蜣螂，似乎也是依賴鬃毛吼猴而生存。鬃毛吼猴受到《瀕危野生動植物種國際貿易公約》附錄一的保護。

## 分類

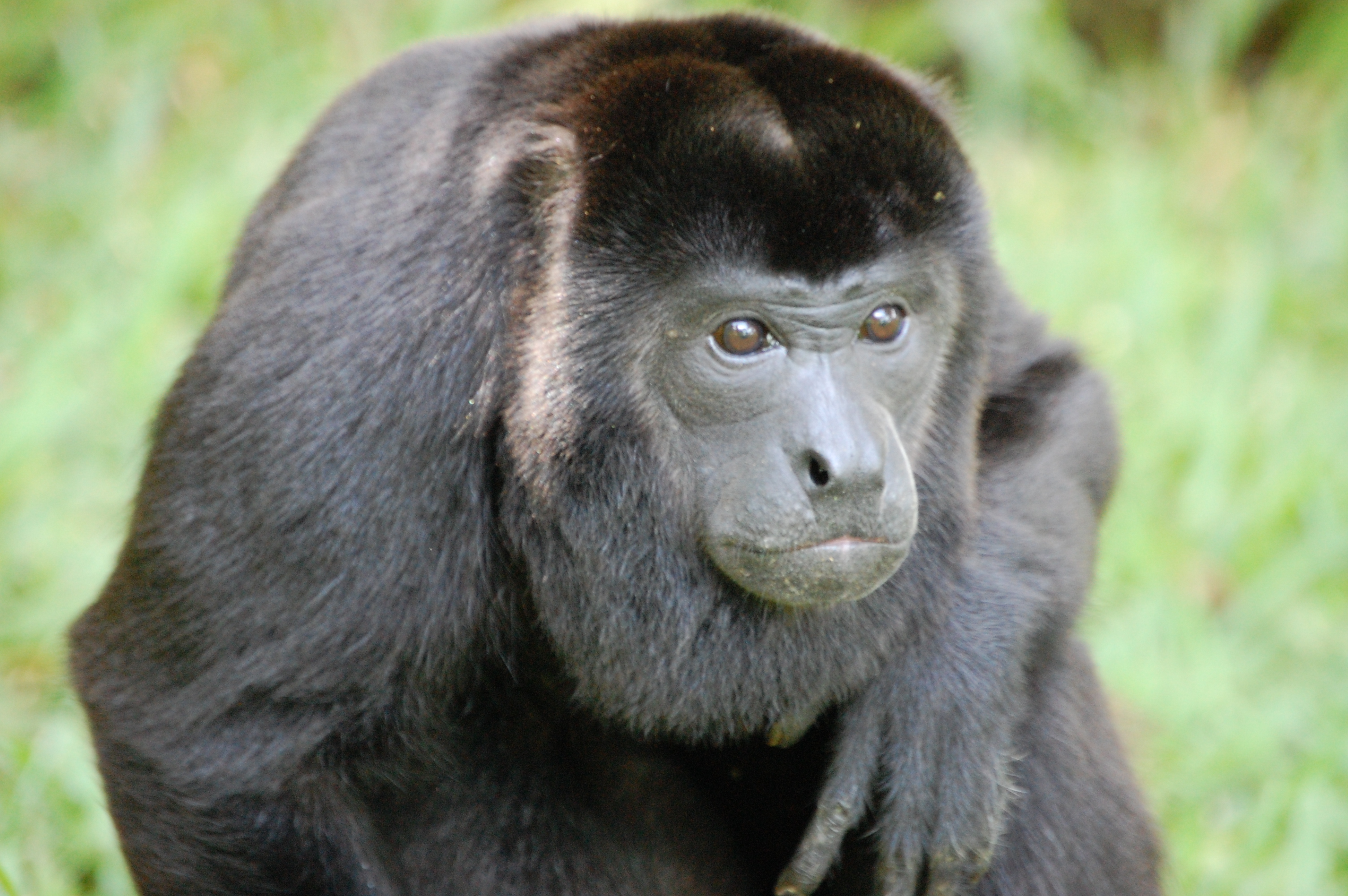
生活在哥斯達黎加的鬃毛吼猴。

鬃毛吼猴屬於蜘蛛猴科吼猴亞科下的吼猴屬。其下有三個亞種：
- A. p. aequatorialis：分佈在哥倫比亞、哥斯達黎加、厄瓜多爾、巴拿馬及秘魯。
- A. p. palliata：分佈在哥斯達黎加、瓜地馬拉、洪都拉斯及尼加拉瓜。
- A. p. mexicana：分佈在墨西哥及瓜地馬拉。

另外兩個亞種有時會認為是屬於鬃毛吼猴，但一般都將牠們置放在科島吼猴之下：
- A. p. trabeata
- A. coibensis coibensis

## 外部連結
- ARKive
- Animal Diversity Web （页面存档备份，存于）
- Infonatura （页面存档备份，存于）